# Joseph Maria Hubertus Franciscus Johannes de Weichs de Wenne
Joseph Maria Hubertus Franciscus Johannes baron de Weichs de Wenne, heer van Geysteren en Spraland (Eslohe, huis Wenne, 19 november 1888 − Geijsteren, 6 november 1965) was een Nederlands bestuurder.

## Biografie
De Weichs is een telg uit de Nederlandse tak van het geslacht De Weichs de Wenne en een zoon van Caspar Maximilian Antonius Maria Hubertus Philomena Simeon baron de Weichs de Wenne, heer van Wenne, Geysteren en Spraland (1845-1915), lid gemeenteraad en wethouder van Wanssum, en Maria Xaverina Louisa Julia Johanna Gräfin von Korff genannt Schmissing Kerssenbrock (1854-1927). Hij trouwde in 1921 met jkvr. Jacoba Francisca Maria van Rijckevorsel (1898-1981), telg uit het geslacht Van Rijckevorsel, met wie hij vijf kinderen kreeg die allen op Kasteel Geijsteren werden geboren dat zij bewoonden.
In 1923 werd De Weichs burgemeester van Wanssum hetgeen hij dertig jaar zou blijven; vanaf 1937 combineerde hij dat ambt met het burgemeesterschap van Meerlo, eveneens tot zijn pensionering op 1 december 1953. Tussen 1928 en 1932 was hij lid van Provinciale Staten van Limburg.
De Weichs was van 1931 tot 1948 kamerheer in buitengewone dienst van koningin Wilhelmina, daarna, tot zijn overlijden, van koningin Juliana. Hij was sinds de lintjesregen van 1951 Ridder in de Orde van Oranje-Nassau.

## Galerie

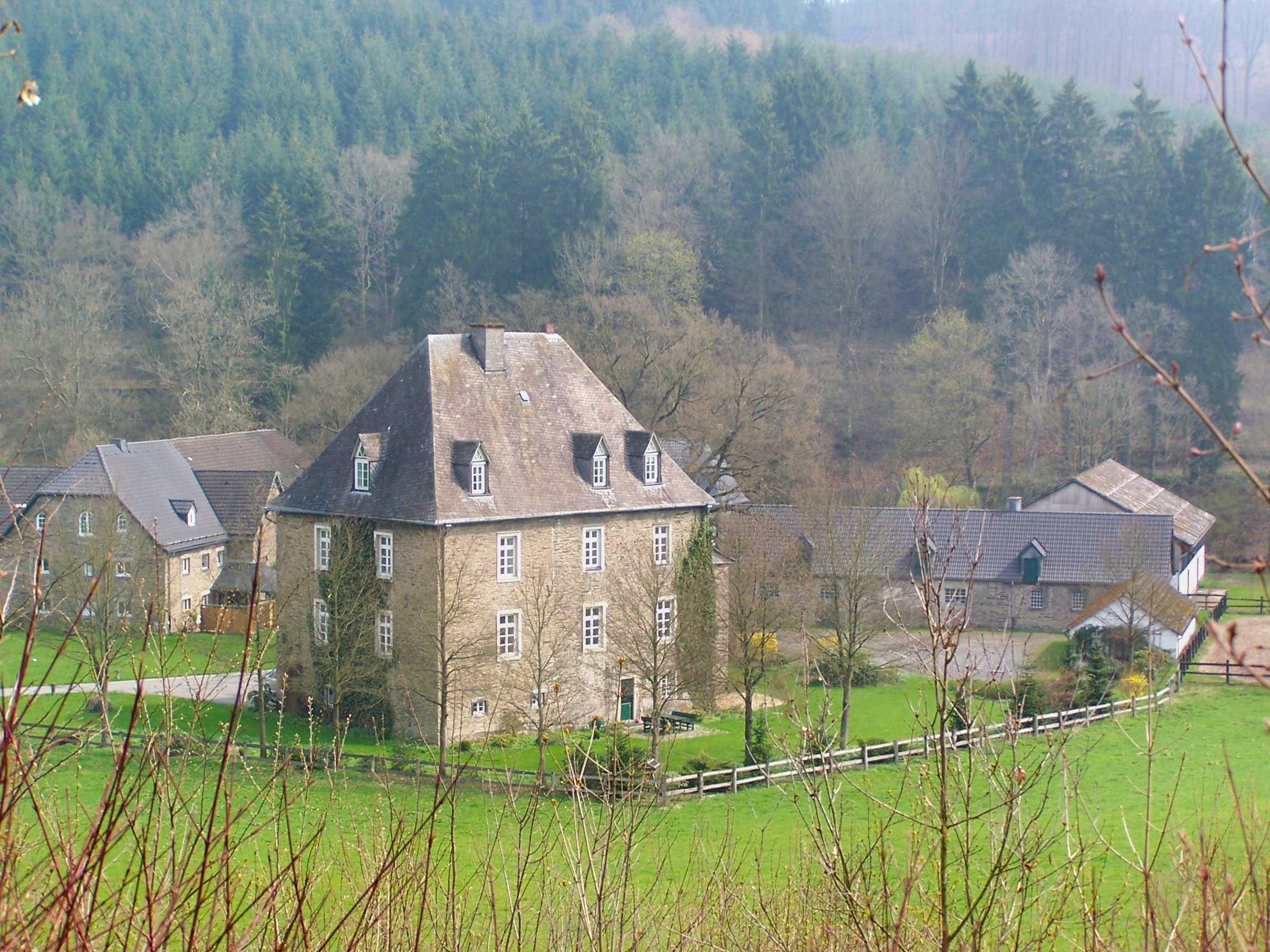
Huis Wenne (geboortehuis)
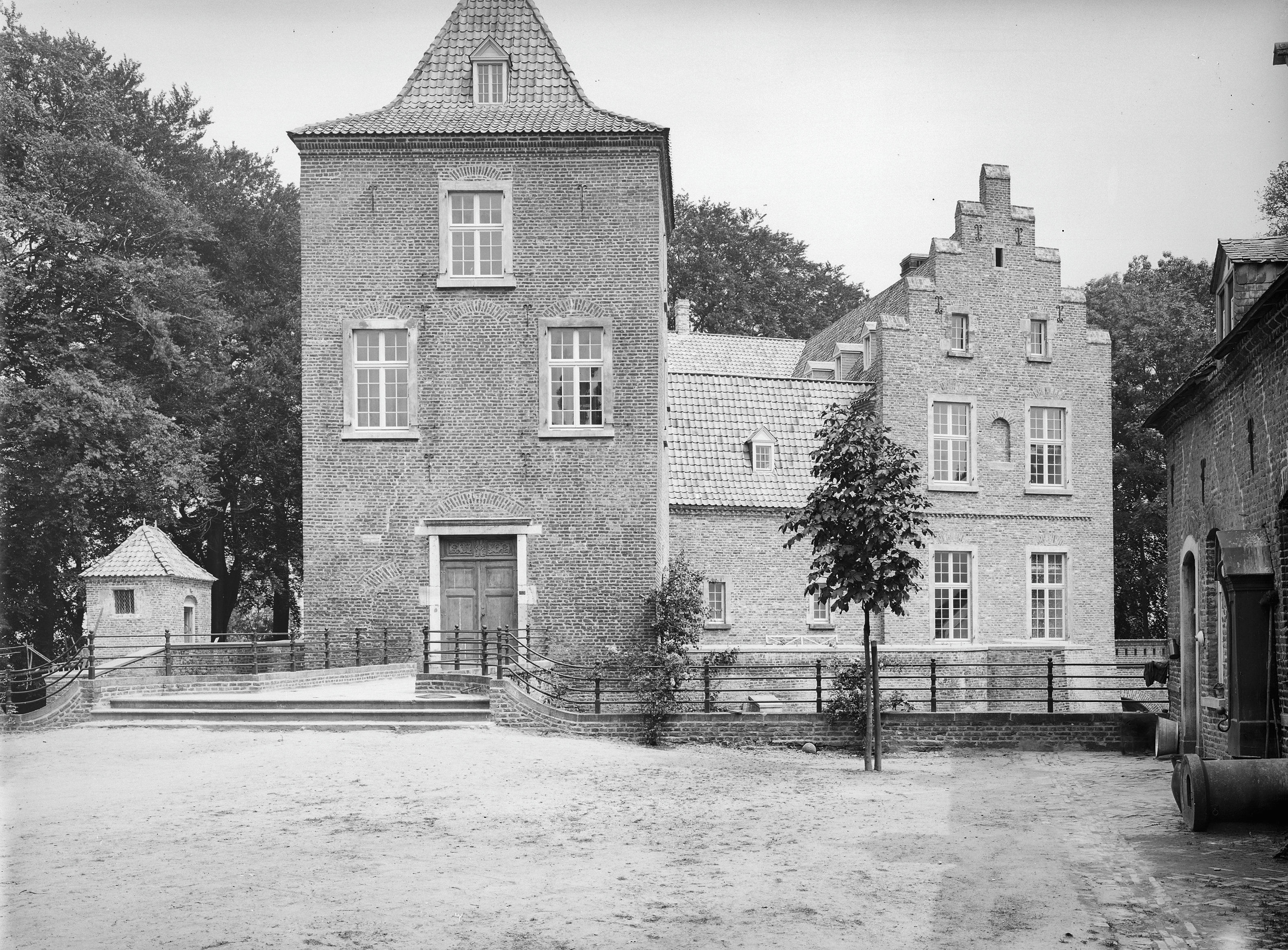
Kasteel Geijsteren na de herbouw in 1918 (woonhuis)